# Isaac Barrow
Isaac Barrow (Londres, outubro de 1630 – Londres, 4 de maio de 1677) foi um teólogo e matemático inglês. É creditado por suas descobertas na área do cálculo moderno.

## Vida
Quando sua mãe, Ann, morreu em 1634, Isaac foi mandado para morar na casa de seu avô William Buggin pelo seu pai, Thomas Barrow.
Isaac ficou por lá durante dois anos, quando então seu pai se casou novamente e quis ter seu filho de volta.
Desde quando Isaac era criança, seu pai queria que ele fosse um sábio. Ele pagou o dobro das taxas na Charterhouse para que Isaac recebesse mais atenção, mas no entanto isto não aconteceu e Isaac ficou com a reputação de bully. Quando seu pai ficou sabendo disso, Isaac foi imediatamente movido para a escola Felstead, que era conhecida por sua rigorosidade. Isaac se desenvolveu muito lá. Mas com a rebelião irlandesa, o pai de Isaac teve muitas perdas e acabou não conseguindo pagar mais as taxas. Mas o diretor da escola, percebendo o grande potencial do garoto, permitiu que este permanecesse na escola, recomendando-o para tutor para Thomas Fairfax quando este a completou.
Em 1643, Isaac foi admitido como bolsista na escola Peterhouse, em Cambridge. Seu tio era sócio da fundação. Quando este perdeu o cargo, Isaac foi para Oxford onde seu irmão conseguiu o cargo de King's Linen Draper. Mas houve uma revolta contra a realeza e Oxford ficou sob um cerco.
Isaac foi então para Londres, onde foi bancado por Thomas Fairfax, mas este logo ficou sem dinheiro e tornou Isaac carente. Então ele decidiu acompanhar seu ex-colega de classe, prometeu a ele sustentá-lo no Colégio Trinity, em Oxford. Isaac se matriculou em 1646, e seu ex-colega o sustentou por seis meses, mas até este momento o cerco a Oxford já havia acabado e seu pai voltou a ajudar no seu sustento.
Isaac se graduou em 1649, e logo competiu, com sucesso, para ser um associado de um colégio. Ele deu uma "palestra" onde ele prezou o ensino clássico mas criticou a falta de ciência e matemática. Ele começou a estudar matemática a fundo imediatamente após sua graduação. Sua grande vontade permitiu que ele atraísse várias pessoas e ajudar nas fundações para estudantes matemáticos.
Isaac foi acusado em 1648 de ser o líder de monarcas. Mas no entanto em 1649 ele disse ser fiel ao Commonwealth sem um rei. Ele voltou atrás na frase depois, mas mesmo assim se salvou de ser expulso.
Em 1652, Isaac obteve seu MA (grau acadêmico na época). Em 1654, ele defendeu a Universidade quando falou sobre a importância do estudo de grego, literatura e latim para obter uma base firme para o aprendizado. Falou também dos avanços da Universidade na área de Arábico, línguas modernas como francês, espanhol e italiano, matemática e ciência.
Barrow começou a estudar teologia após se tornar um associado. Ele ainda estudou medicina, mas logo voltou a estudar teologia.
Barrow foi indicado para a o cargo de lectureship (cargo em um colégio). Quando o professorado se tornou disponível na Grécia, acreditou-se que Barrow iria ocupar o cargo, mas ele recusou dizendo que não era viajado o bastante e não tinha experiência ainda em ser professor.
Em 1662, Barrow se tornou professor de Geometria na Gresham College, em Londres.
Em 20 de maio de 1663, Barrow se tornou um dos 150 cientistas associados da Royal Society.

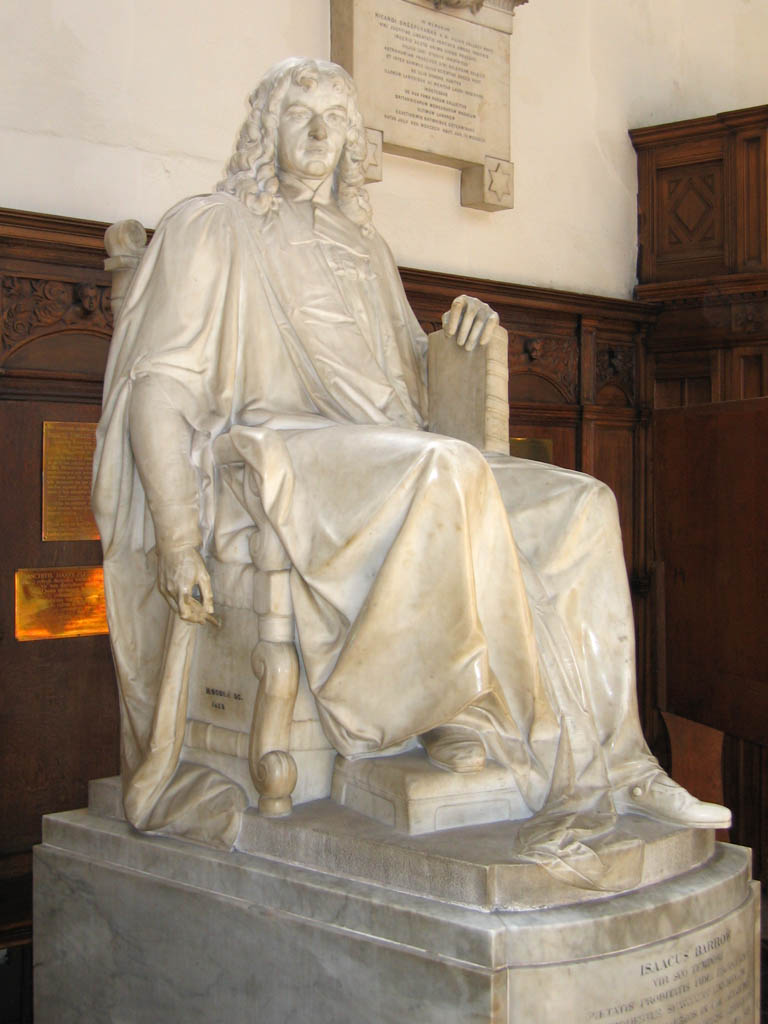
Estátua de Isaac Barrow na capela do Trinity College.

Barrow contraiu uma febre em 1677 em Londres. Ele tentou usar o ópio para se curar, pois esta droga já o havia curado uma vez em Constantinopla. No entanto ele morreu poucos dias depois e foi sepultado na Abadia de Westminster.
Um ilustre aluno de Barrow foi Isaac Newton.

## Publicações
- Epitome Fidei et Religionis Turcicae (1658)
- "De Religione Turcica anno 1658" (poema)
- Euclidis Elementorum (1659) [em Latim] Euclide's Elements (1660) [em inglês] traduções dos Elementos de Euclides
- Lectiones Opticae (1669)
- Lectiones Geometricae (1670), traduzido como Geometrical Lectures (1735) por Edmund Stone, posteriormente traduzido como The Geometrical Lectures of Isaac Barrow (1916) por James M. Child[2]
- Apollonii Conica (1675) tradução de Conics
- Archimedis Opera (1675) tradução das obras de Archimedes
- Theodosii Sphaerica (1675) tradução de Sphaerics
- A Treatise on the Pope's Supremacy, To Which Is Added A Discourse Concerning The Unity Of The Church (1680)
- Lectiones Mathematicae (1683) traduzido como The Usefulness of Mathematical Learning (1734) por John Kirkby
- The works of the learned Isaac Barrow, D.D. (1700) Vol. 1, Vol. 2–3
- The Works of Dr. Isaac Barrow (1830), Vol. 1, Vol. 2, Vol. 3, Vol. 4, Vol. 5, Vol. 6, Vol. 7 [sermões e ensaios teológicos]

## Condecorações
- 1663 - Membro da Royal Society - Eleito
- 1664 - Lucasian Professor
- Barrow recebeu também uma cratera da lua com o seu nome, a cratera Barrow